# Сулейманов, Алибек Магомедович
Сулейманов Алибек Магомедович (род. 28 июля 1997, Махачкала) — российский боец, выступающий по смешанным единоборствам и грэпплингу. Бронзовый призер чемпионата России по ММА 2019 в весовой категории до 77,1 кг. Чемпион Мира по Грэпплингу.  Победитель множества юниорских соревнований по различным боевым искусствам. Выступает за команду «Горец».

## Статистика боёв
| № Боя | Результат | Рекорд | Соперник                       | Способ   | Турнир             | Место проведения | Дата                 | Раунд |      |
| ----- | --------- | ------ | ------------------------------ | -------- | ------------------ | ---------------- | -------------------- | ----- | ---- |
| 7     | Победа    | 7-0    | Амир Красильников · Казахстан  | нокаут   | Naiza Jekpe-Jek    | Костанай         | 14 марта 2025 года   | 1     | 1:05 |
| 6     | Победа    | 6-0    | Алиреза Шариати · Иран         | прием    | Victory Fighters 3 | Алжир            | 29 ноября 2024 года  | 1     | 2:05 |
| 5     | Победа    | 5-0    | Агилан Тхани · Малайзия        | прием    | UAE WARRIORS 50    | Абу-Даби         | 18 мая 2024 года     | 2     | 2:22 |
| 4     | Победа    | 4-0    | Кирил Доробов · Беларусь       | нокаутом | BFC summer cup     | Минск            | 17 августа 2023 года | 1     | 4:00 |
| 3     | Победа    | 3-0    | Магомедмурад Абакаров · Россия | решением | EFC 42             | Сочи             | 17 октября 2021 года | 3     | 5:00 |
| 2     | Победа    | 2-0    | Роман Балаев · Россия          | Прием    | SERIR MMA 1        | Каспийск         | 1 сентября 2017 года | 1     | 3:15 |
| 1     | Победа    | 1-0    | Евгений Чернышко · Россия      | Прием    | SLMMA 9            | Краснодар        | 17 апреля 2017 года  | 1     | 1:39 |

## Достижения
- Чемпион России СБЕ-ММА 2017
- Чемпион кубка мира по полноконтактному рукопашному бою среди Национальных отделений FCF-MMA
- Чемпион Всероссийского отборочного турнира по рукопашному бою FCF-MMA
- Чемпион Евразии по FCF-MMA
- 2-кратный чемпион международного кубка содружества по FCF-MMA
- Призёр чемпионата России по грепплингу
- 2-кратный чемпион России по полноконтактному рукопашному бою
- Серебряный призёр России по ММА 2019
- Чемпион Дагестана по греплингу
- Призёр чемпионата Мира по греплингу UWW
- Чемпион Дагестана по боевому самбо
- Чемпион Дагестана по шут-боксингу
- Чемпион Кубка Содружества по СБЕ ММА
- Призер Первенства России по ММА среди юниоров
- Призер кубка России по СБЕ ММА
- Чемпион Всероссийского мастерского турнира памяти первого Президента КБР Кокова В.М.
- Многократный чемпион Дагестана по ММА
- Чемпион мира по Грэпплингу ACBJJ